# Dlážděná
Dlážděná ulice na Novém Městě v Praze spojuje Senovážné náměstí a ulici Hybernská. Nazvána je podle vydláždění provedeném už ve 14. století. Po ulici vede tramvajová trať. Na čísle 2 má sídlo Státní úřad pro jadernou bezpečnost.

## Historie a názvy
Ulice vznikla ve 14. století a je jednou z prvních dlážděných ulic v Praze, které se začaly dláždit za vlády krále Jana Lucemburského v roce 1329. Použité názvy:
- od 14. století – "Na dláždění", "Dlážděná"
- od 17. století – "Zadní dlážděná", protože název "Dlážděná" měla dnešní Hybernská
- od poloviny 19. století – "Dlážděná".

## Budovy, firmy a instituce
- prodejna Music World a Zásilkovna – Dlážděná 1[2]
- Státní úřad pro jadernou bezpečnost – Dlážděná 2, Senovážné náměstí 9[3]
- sportovní potřeby – Dlážděná 3[4]
- Správa železnic, státní organizace - Dlážděná 5, Dlážděná 7
- Hair We Are - Dlážděná 5
- Svět zdraví - Dlážděná 5
- Gepard (dámská móda) - Dlážděná 5
- Kavárna Arco – Dlážděná 6
- Primme Servis - Dlážděná 7